# Pyrocoelia motschulskyi
Pyrocoelia motschulskyi là một loài bọ cánh cứng trong họ Đom đóm (Lampyridae). Loài này được Motschulsky miêu tả khoa học năm 1854.